# Rzehakinida
Rzehakinida es un orden de foraminíferos bentónicos, cuyos géneros han sido incluidos previamente en el orden Lituolida, y que fueron tradicionalmente incluidos en el suborden Textulariina del orden Textulariida. Actualmente es considerado un sinónimo posterior del Orden Schlumbergerinida. Su rango cronoestratigráfico abarca desde el Jurásico hasta la Actualidad.

## Clasificación
Rzehakinida incluye los siguientes suborden y superfamilia:
- Suborden Rzehakinina = Suborden Schlumbergerinina
  - Superfamilia Rzehakinoidea